# Партия гринбекеров (США)
Партия гринбекеров (англ. Greenback Party), известная также как Независимая партия (англ. Independent Party), Национальная партия (англ. National Party) и Трудовая партия гринбекеров (Гринбекерско-рабочая партия, англ. Greenback-Labor Party) — политическая партия США, придерживавшаяся антимонополистических взглядов и выдвигавшая лозунги защиты трудящихся, особенно фермеров. Была активна с 1874 по 1884 годы.
Название партии происходит от прозвища бумажных денег США гринбеки («зеленая спинка», от зелёного цвета бумажных долларов), которые стали выпускаться во время гражданской войны. «Гринбекеры» выступали против возврата от «дешёвых» бумажных денег обратно к золотым, так как считали, что это приведёт вновь к тому, что частные банки и корпорации будут контролировать стоимость производимого продукта и труда. Государственный же контроль над монетарной системой страны позволит поддерживать более высокий уровень циркулирующих денег, как это было во время гражданской войны. Это в свою очередь поддерживало бы бизнес и помогало фермерам за счёт, с одной стороны, увеличения цен, а с другой — за счёт возможности легче брать в долг и легче его отдавать. Объединение гринбекеров состояло в основном из фермеров, которые финансово пострадали во время экономического кризиса 1873 года.

## История
Партия или ассоциация «гринбекеров» была основана на собрании в Индианаполисе (Индиана) 25 ноября 1874 года и изначально называлась Независимая партия или Национальная партия. В 1878 году партия стала крупнейшей организацией, приведшей к выборам 21 независимого кандидата в Конгресс США. С 1880 года партия расширила политическую платформу, включив в неё подоходный налог, 8-часовой рабочий день и избирательные права женщин, а также заключила альянс с Социалистической трудовой партией Америки. Однако, влияние партии быстро снизилось и после 1884 года она перестала быть существенной силой американской политики. Многие члены партии, включая президентского кандидата Джеймса Вейвера, влились в Популистскую партию.
Последняя партийная конвенция 1888 года состоялась в Цинциннати, собрала всего 8 делегатов и никого не номинировала на выборы 1888 года.

## Участие в президентских выборах
Партия участвовала в трёх предвыборных президентских кампаниях без особых надежд на успех. Наибольший успех партии был на выборах 1880 года — 3,3 % (305.997 голосов).
| Год выборов      | Кандидат в президенты     | Кандидат в вице-президенты |
| Выборы 1876 года | Питер Купер               | Сэмюэль Фентон Кэри        |
| Выборы 1880 года | Джеймс Бэрд Уивер         | Бенджамин Чэмберс          |
| Выборы 1884 года | Бенджамин Франклин Батлер | Эбсолом Уэст               |